# Jeu vidéo en Chine

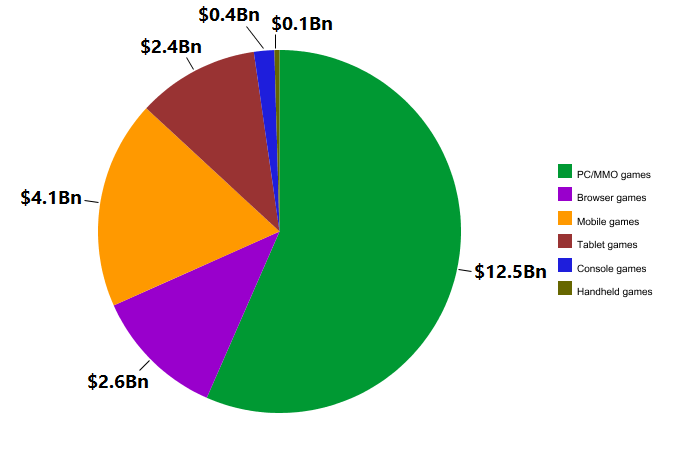
Parts du jeu vidéo en Chine par supports

Le jeu vidéo en Chine est un marché qui représente six milliards de dollars de chiffre d’affaires en 2011, ce qui en fait le plus important au monde,. 
Le secteur commence à se développer en Chine à la fin des années 1980 avec l’arrivée de la NES de Nintendo et a depuis constamment évolué pour devenir une part intégrale du secteur du divertissement pour les jeunes urbains chinois.
Avec la démocratisation du PC dans le pays, les Chinois ont peu à peu adopté les jeux vidéo occidentaux les plus populaires, comme StarCraft et Counter-Strike ainsi que divers jeux vidéo de rôle et de stratégie asiatiques. Cependant, 90 % des jeux vidéo vendus à l’époque sont des versions pirates et malgré sa popularité, le secteur ne génère que peu de revenus. Ce n’est qu’à partir des années 2000 que le marché du jeu vidéo en Chine connait une croissance économique significative grâce notamment au développement des jeux en ligne dont les éditeurs contrôlent l’accès, les rendant difficiles à pirater. Fin 2001, l’éditeur de jeu vidéo Shanda, basé à Shanghai, lance notamment le jeu sud-coréen Legend of Mir II qui transforme l’industrie chinoise du jeu vidéo en permettant à la population de jouer à un bon MMORPG pour à peine 5 centimes de l’heure. Dès 2004, Shanda génère ainsi 165 millions de revenus et le succès du jeu pousse d’autres éditeurs à s’intéresser au marché du jeu vidéo chinois. Les MMORPG représentent ainsi le plus gros secteur du marché en 2007.
Les casual games se développent rapidement en 2007, des jeux comme Audition (un jeu de danse et de musique) et Freestyle (un jeu en ligne de basket) se hissent dans le top 10 des jeux les plus populaires du pays. Les jeux free-to-play ont également connu un certain essor ces dernières années.
La popularité des jeux vidéo en Chine est telle que le gouvernement a, en 2005, mis en place un système de « fatigue » destiné à limiter le nombre d’heures que les joueurs passent en ligne. 
La télévision centrale de Chine (CCTV) et la Télévision en réseau de Chine (CNTV) possèdent tous deux des sites consacrés aux jeux vidéo, appelés respectivement CCTV游戏 (C.C.T.V. yóuxì) et CNTV游戏台 (C.N.T.V. yóuxìtái), et diffusant entre autres des compétitions de jeu de stratégie temps réel. La majorité des jeux reprennent des légendes et mythologies chinoises et leur personnages,.